# نيفازودون
نيفازودون، الذي يُباع تحت أسماء تجارية مختلفة، هو دواء يستخدم في المقام الأول لعلاج اضطراب الاكتئاب الشديد. وتشمل الاستخدامات الأخرى: السلوك العدواني واضطراب الهلع. يؤخذ عن طريق الفم.
تشمل الآثار الجانبية الشائعة له: النعاس، جفاف الفم، الغثيان، الإمساك، ضبابية الرؤية، الارتباك. وقد تشمل الآثار الجانبية الأخرى: مشاكل الكبد، الانتحار، الاضطراب ثنائي القطب، النوبات والقساح. أما السلامة خلال الحمل فغير واضحة بتاتا. كما أن كيفية عمله ليست واضحة تمامًا ولكنها قد تتضمن تأثيرات على 5-HT والنورإبينفرين داخل الدماغ.
سُجِّلت براءة اختراع نيفازودون في عام 1982 و وُوفِق على استخدامه الطبي في الولايات المتحدة في عام 1988. وهو متوفر كأدوية مكافئة. في الولايات المتحدة تبلغ التكلفة حوالي 260 دولارًا أمريكيًا شهريًا اعتبارًا من عام 2021. لم يعد يستخدم بشكل شائع بسبب المخاوف من مشاكل الكبد. إضافة إلى ذلك، فقد أُزيل من السوق في أوروبا و كندا وأستراليا اعتبارًا من عام 2004.